# Leslie Budewitz
Leslie Budewitz, née le 5 mars 1959, à Billings, au Montana, aux États-Unis, est une femme de lettres américaine, auteure de roman policier.

## Biographie
Elle fait des études de droit à l'université de Seattle et au Notre Dame Law School (en). Admise au barreau en 1984, elle exerce dans l'État de Washington et au Montana.
En 2011, elle ait paraître Books, Crooks and Counselors: How To Write Accurately About Criminal Law and Courtroom Procedure, ouvrage non fictionnel avec lequel elle remporte le prix Agatha 2011 de la meilleure œuvre de non fiction
En 2013, elle publie son premier roman, Death Al Dente pour lequel elle est lauréate du prix Agatha 2013 du meilleur premier roman.

## Œuvre

### Romans

#### SérieFood Lovers' Village
- Death Al Dente (2013)
- Crime Rib (2014)
- Butter Off Dead (2015)
- Treble at the Jam Fest (2017)
- As the Christmas Cookie Crumbles (2018)

#### SérieSpice Shop
- Assault and Pepper (2015)
- Guilty as Cinnamon (2015)
- Killing Thyme (2016)
- Chai Another Day (2019)
- The Solace of Bay Leaves (2020)

### Autres ouvrages
- Books, Crooks and Counselors: How To Write Accurately About Criminal Law and Courtroom Procedure (2011)

## Prix et distinctions

### Prix
- Prix Agatha 2011 de la meilleure œuvre de non fiction pour Books, Crooks and Counselors: How To Write Accurately About Criminal Law and Courtroom Procedure[1]
- Prix Agatha 2013 du meilleur premier roman pour Death Al Dente[1]
- Prix Agatha 2018 de la meilleure nouvelle pour All God’s Sparrows[1]

### Nominations
- Prix Macavity 2012 de la meilleure œuvre de non fiction pour Books, Crooks and Counselors: How To Write Accurately About Criminal Law and Courtroom Procedure''[2]
- Prix Anthony 2012 de la meilleure œuvre de non fiction pour Books, Crooks and Counselors: How To Write Accurately About Criminal Law and Courtroom Procedure''[3]
- Prix Macavity 2019 de la meilleure nouvelle pour All God’s Sparrows[4]